# Кунштат
Кунштат (чеш. Kunštát) град је у Чешкој Републици. Град се налази у управној јединици Јужноморавски крај, у оквиру којег припада округу Бланско.

## Становништво
Према подацима о броју становника из 2014. године град је имао 2.775 становника.